# 印第安克里克 (密蘇里州)
印第安克里克（英語：Indian Creek）是位於美國密蘇里州門羅縣的非建制地區。

## 歷史
印第安克里克的郵局於1839年設立，其後於1906年停運。

## 地理
印第安克里克所處的海拔為高於海平面210米（即689英呎），而該地所採用的時區為UTC-6，即北美中部時區（CST）。同時該地設有夏令時間，為UTC-6調快一小時，即UTC-5（CDT）。